# Station Mejiro
Station Mejiro (目白駅, Mejiro-eki) is een treinstation van de East Japan Railway Company (JR East) in Toshima (Tokio) in Japan.

## Geschiedenis
Het station werd geopend op16 maart 1885. In 2008 werd het station gemiddeld door 39.282 passagiers per dag gebruikt .

## Lijnen
- JR East
  - Yamanote-lijn

Shinagawa · Ōsaki · Gotanda · Meguro · Ebisu · Shibuya · Harajuku · Yoyogi · Shinjuku · Shin-Ōkubo · Takadanobaba · Mejiro · Ikebukuro · Ōtsuka · Sugamo · Komagome · Tabata · Nishi-Nippori · Nippori · Uguisudani · Ueno · Okachimachi · Akihabara · Kanda · Tokio · Yūrakuchō · Shinbashi · Hamamatsuchō · Tamachi · Shinagawa